# Aitor Osa
Aitor Osa Eizaguirre (né le 9 septembre 1973 à Zestoa) est un coureur cycliste espagnol, professionnel de 1995 à 2006. Son frère cadet Unai a également été cycliste professionnel.

## Biographie
Une fois sa carrière cycliste terminée, il se reconvertit au trail.

## Palmarès

### Palmarès amateur
- 1994
  - Lazkaoko Proba
  - Prueba Loinaz
  - San Martín Proba
  - 3e de la Santikutz Klasika

### Palmarès professionnel
- 1996
  - 1reb étape du Tour de La Rioja (contre-la-montre par équipes)
- 1998
  - 3e de la Subida al Naranco
- 2000
  - 3e étape du Grand Prix Portugal Telecom
  - 2e du Tour de Castille-et-León
  - 3e du Grand Prix Portugal Telecom
- 2001
  - 4e étape du Tour du Portugal (contre-la-montre par équipes)
  - 9e du Tour d'Espagne
- 2002
  - Tour du Pays basque :
    - Classement général
    - 3e étape

  - 2e étape du Tour de La Rioja
  - 1re (contre-la-montre par équipes) et 4e étapes du Tour du Portugal
  -  Grand Prix de la montagne du Tour d'Espagne
  - 2e de la Subida al Naranco
  - 3e du Tour d'Aragon
- 2003
  - 2e de la Flèche wallonne
- 2005
  - 3e de la Klasika Primavera
  - 4e du Tour du Pays basque
  - 5e du Tour de Catalogne
  - 8e de la Flèche wallonne

## Résultats sur les grands tours

### Tour de France
1 participation
- 2004 : 50e

### Tour d'Espagne
8 participations
- 1997 : 46e
- 1998 : 22e
- 1999 : 15e
- 2000 : 51e
- 2001 : 9e
- 2002 : 54e,  vainqueur du classement de la montagne
- 2003 : 25e
- 2005 : abandon (10e étape)

### Tour d'Italie
1 participation
- 1999 : abandon (13e étape)

## Classements mondiaux
| Année              | 2005 |
| ------------------ | ---- |
| Classement ProTour | 37e  |